# Żebrzyca roczna
Żebrzyca roczna (Seseli annuum L.) – gatunek roślin z rodziny selerowatych (baldaszkowatych).

## Rozmieszczenie geograficzne
Występuje w dużej części Europy – na obszarze rozciągającym się od Hiszpanii po Ural, przy czym na północy zasięg sięga tylko do Niemiec, Polski i krajów bałtyckich, a na południu do Włoch, Bułgarii, Ukrainy i południowej Rosji.
W Polsce gatunek rozproszony jest w całym kraju, przy czym rzadki jest na obszarach górskich rosnąc tam tylko w niższych położeniach. Częściej spotykany jest w pasie wyżyn, w dolinie Bugu i dolnej Wisły oraz w Wielkopolsce.

## Morfologia

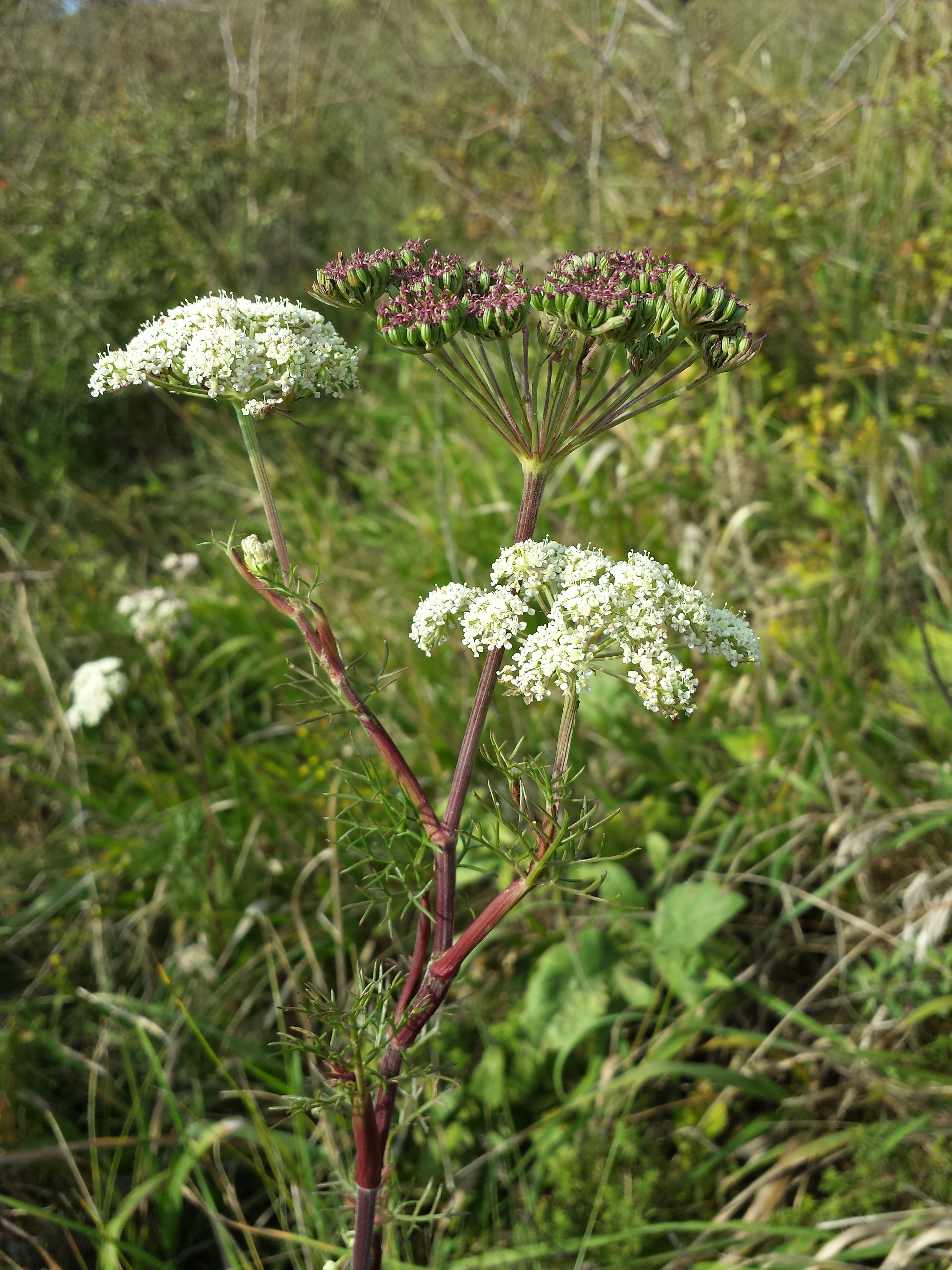
Kwiatostany z kwiatami i owocami

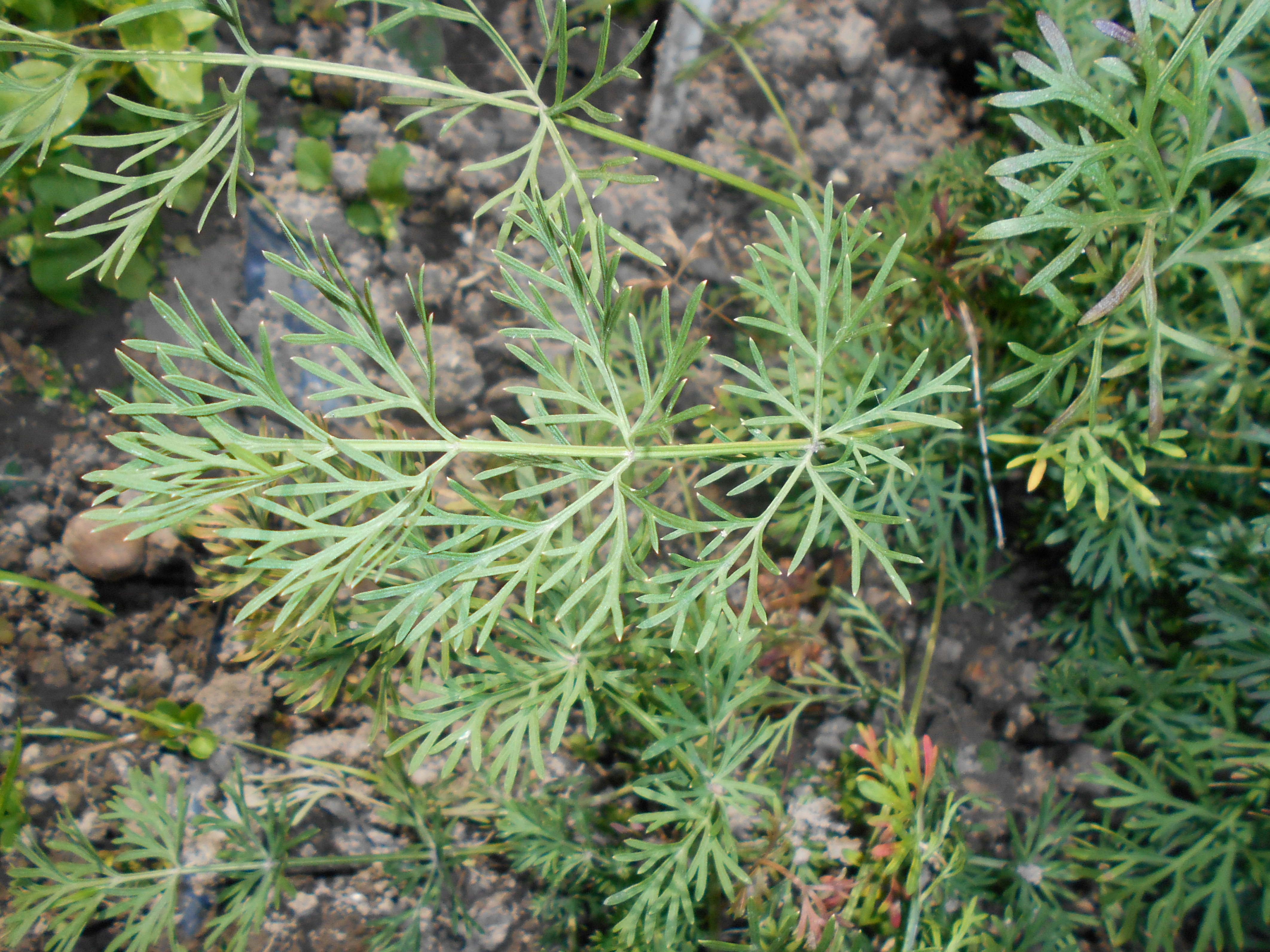
Liść

PokrójRoślina zielna z wrzecionowatym korzeniem. Szyja korzeniowa okryta tuniką zaschniętych nasad liści. Łodyga do 80 cm wysokości, nierozgałęziona lub rozgałęziona w górnej części; jest krótko owłosiona, obła i kreskowana.
LiścieDolne liście osadzone na rynienkowatych, długich ogonkach, u nasady rozszerzających się pochwiasto. Blaszka tych liści jest w zarysie podługowato jajowata, 2–3-krotnie pierzasto podzielona, odcinki liści są równowąskie – mają do 15 mm długości i 1 mm szerokości. Mają ostre wierzchołki i owłosione brzegi. Liście średnie i górne siedzą na pochwiastych, nieco rozdętych nasadach i mają blaszki słabiej podzielone.
KwiatyZebrane w baldaszki, które w liczbie 15–30 tworzą dość zbite baldachy złożone o owłosionych i kanciastych szypułach. Pokrywy składają się z co najwyżej dwóch listów, często ich brak. Pokrywki są liczne, mają kształt lancetowaty i błoniasty brzeg. Kielich z krótkimi, szydłowatymi działkami. Płatki korony są białe lub czerwonawe, szeroko jajowate, mają poniżej 1 mm długości. Na szczycie są wycięte i tu z zagiętą do środka łatką.
OwoceJajowate lub elipsoidalne rozłupnie o długości do 2,5 mm i szerokości do 1,5 mm. Za młodu są owłosione, ale dojrzewając łysieją. Mają ostrokanciaste żebra, przy czym brzeżne są najszersze (niemal oskrzydlone).

## Biologia i ekologia
Rozwija się zarówno jako roślina jednoroczna, dwuletnia jak i bylina. Kwitnie od lipca do września. Kwiaty są przedprątne i owadopylne. 
Rośnie w ciepłych murawach i zaroślach, w świetlistych lasach. W fitosocjologii gatunek charakterystyczny muraw ze związku Cirsio-Brachypodion pinnati. Jest gatunkiem wskaźnikowym dla siedliska przyrodniczego 6210 – murawy kserotermiczne.
Na żebrzycy rocznej rozwijają się rdze Puccinia libanotidis i Puccinia nitida. Galasy na łodydze tworzy pluskwiak Planchonia arabidis, na liściach roztocz Aceria peucedani, na kwiatach pryszczarka Lasioptera carophila, a na owocach Kiefferia pericarpiicola z tej samej rodziny. Kwiatostanami żywią się gąsienice motyli – płożka obłączkowiaczka Depressaria depressana i przezierki bladej Sitochroa palealis. W łodygach żerują larwy kózki Musaria argus.
Liczba chromosomów 2n = 22.

## Zmienność
Wyróżnia się dwa podgatunki
- Seseli annuum subsp. annuum – podgatunek nominatywny rosnący w całym zasięgu gatunku,
- Seseli annuum subsp. carvifolium P.Fourn. – podgatunek znany z Francji i Włoch.